# Francesc Amengual i Abraham
Francesc Amengual i Abraham (Palma, segle XIX - Palma, 1909) fou un polític, periodista, historiador, arxiver i musicògraf mallorquí.
És autor de l'obra El arte del canto Mallorca (Palma, 1895, 3 vols.), considerada la recopilació més completa de la música mallorquina del s. XIX. Aquesta obra abraça temes sobre òpera, cantants i gusts musicals, entre d'altres, de fet la primera part anomenada Edad de Oro conté 63 pàgines d'informació oral i documental sobre el «bel canto» a la ciutat de Palma. També escriví Asuntos teatrales (1900), Bocetos artísticos (1905) i Música religiosa a Mallorca (1905) amb un pròleg de Benito Pons Fabregues.